# Hohr
Hohr ist ein Ortsteil der Gemeinde Much im Rhein-Sieg-Kreis.

## Lage
Hohr liegt westlich von Much. Westlich vom Dorf liegt Niederbruchhausen.

## Einwohner
1901 hatte das Gehöft 25 Einwohner. Hier lebten die Ackerer Joh. Peter Jung, Wilhelm Peters und Carl Willms. Das älteste landwirtschaftliche Anwesen ist der alte Höhrerhof, seit über 170 Jahren im Besitz der Familie Willms, mitten in der jetzigen Ortschaft mit Hausnummer 3. Die Häuser der Familien Jung und Peters wurden nach 1800 erbaut.

## Denkmalschutz
Die Maria in der Not-Kapelle und ein Votivkreuz im Ort stehen unter Denkmalschutz (Nr. 42 und 18 der Liste der Baudenkmäler in Much).